# Péninsule d'Ungava
Pour les articles homonymes, voir Ungava (homonymie).
La péninsule d'Ungava [uŋɡava] est une péninsule d'une superficie d'environ 250 000 km2 située dans la région du Nunavik, au Québec (Canada). Elle se situe entre la baie d'Hudson, à l'ouest, le détroit d'Hudson, au nord, et la baie d'Ungava, à l'est, cette dernière constituant une partie du détroit d'Hudson. La péninsule est elle-même incluse dans la péninsule du Labrador.

## Géographie
La région fait partie du bouclier canadien formé de roches précambriennes mises à nu lors de la dernière glaciation. La région est donc relativement plane avec seulement de petites collines. Elle était le point de départ de l'inlandsis laurentien qui recouvrit la majeure partie de l'Amérique du Nord, à l'est des montagnes Rocheuses il y a 11 000 ans. La fonte complète de la calotte glaciaire dans cette région ne remonte qu'à environ 6 500 ans.
On y trouve de très nombreux lacs laissés par les glaciers. Ceux-ci se déversent dans une multitude de rivières qui alimentent la baie d'Hudson, le détroit du même nom et la baie d'Ungava. On y retrouve également le cratère des Pingualuit, l'un des impacts de météorites les mieux conservés au monde.
Le 25 septembre 2008, on annonce qu'un étudiant en doctorat de géologie de l'Université McGill de Montréal, Jonathan O'Neil, a trouvé le rocher le plus ancien au monde sur la côte est de la baie d'Hudson à 40 kilomètres au sud de Inukjuak, sur la péninsule d'Ungava. Vieux de 4,3 milliards d'années, il bat de 300 millions d'années son plus proche concurrent, un rocher trouvé près du Grand Lac des Esclaves dans les Territoires du nord-ouest, toujours au Canada,. Les résultats de ses analyses du contenu en néodyme-142 ont été publiés dans la revue Science.

## Faune, flore et climat
La péninsule d'Ungava est le domaine de la toundra et du pergélisol où on ne retrouve aucun arbre mais une grande variété de plantes nordiques durant le court été. Le climat est polaire continental de type ET selon la classification de Köppen. Aucun courant chaud océanique ne passe à proximité et le courant du Labrador très froid qui passe à l'Est modifie toute masse d'air chaud pouvant l'atteindre.
| Mois                                            | jan.       | fév.       | mars       | avril      | mai        | juin      | jui.      | août      | sep.      | oct.      | nov.       | déc.       | année      |
| ----------------------------------------------- | ---------- | ---------- | ---------- | ---------- | ---------- | --------- | --------- | --------- | --------- | --------- | ---------- | ---------- | ---------- |
| Température minimale moyenne (°C)               | −28,8      | −28,4      | −23,6      | −14,1      | −3,8       | 2         | 5,8       | 5,6       | 1,9       | −3,6      | −11,9      | −23,5      | −10,2      |
| Température moyenne (°C)                        | −24,3      | −23,6      | −18,3      | −9,1       | 0,3        | 7,2       | 11,5      | 10,6      | 5,6       | −0,7      | −8,4       | −19,3      | −5,7       |
| Température maximale moyenne (°C)               | −19,7      | −18,7      | −12,9      | −4,1       | 4,3        | 12,4      | 17,1      | 15,6      | 9,4       | 2,2       | −4,9       | −15        | −1,2       |
| Record de froid (°C) date du record             | −49,8 1991 | −43,9 1972 | −43,9 1968 | −34,1 1984 | −24,7 1992 | −8,3 1970 | −1,6 1992 | −1,7 1950 | −7,8 1975 | −20 1972  | −31,1 1956 | −43,9 1972 | −49,8 1991 |
| Record de chaleur (°C) date du record           | 5,6 1959   | 7,8 1981   | 12,1 1999  | 14,7 1984  | 31,1 1950  | 33,1 1999 | 32,2 1953 | 30,3 1984 | 28,3 1968 | 18,3 1962 | 10,3 1977  | 8,3 1957   | 33,1 1999  |
| Précipitations (mm)                             | 33,2       | 28,4       | 30,7       | 27,3       | 29,6       | 51,5      | 59,2      | 70,4      | 62,1      | 51,9      | 46,6       | 36         | 526,8      |
| dont pluie (mm)                                 | 0,1        | 0,6        | 0,6        | 2,5        | 14,8       | 44,8      | 59,1      | 70        | 54,1      | 25,7      | 4,7        | 0,4        | 277,2      |
| dont neige (cm)                                 | 33,7       | 29         | 31,4       | 25,3       | 14,7       | 6,3       | 0,1       | 0,5       | 7,6       | 27,5      | 43,4       | 37,5       | 257,1      |
| Nombre de jours avec précipitations             | 2          | 0,3        | 0,8        | 1,8        | 6,6        | 12        | 14,2      | 17,4      | 15,6      | 7,6       | 2          | 0,4        | 78,9       |
| dont nombre de jours avec précipitations ≥ 5 mm | 0          | 0          | 0          | 0,1        | 0,9        | 2,9       | 3,9       | 4,9       | 3,4       | 1,8       | 0,3        | 0          | 18,2       |
| Humidité relative (%)                           | 69,7       | 69,7       | 73,5       | 79,5       | 81,2       | 79        | 81,1      | 85        | 87,3      | 85,4      | 82,8       | 75,5       | 79,1       |
| Nombre de jours avec neige                      | 15,6       | 13,2       | 14,5       | 11,2       | 8,3        | 3,2       | 0,1       | 0,2       | 2,9       | 13,8      | 16,7       | 15,6       | 115,4      |

| Diagramme climatique                                  |                |                |               |             |           |             |             |            |             |               |            |
| J                                                     | F              | M              | A             | M           | J         | J           | A           | S          | O           | N             | D          |
| −19,7−28,833,2                                        | −18,7−28,428,4 | −12,9−23,630,7 | −4,1−14,127,3 | 4,3−3,829,6 | 12,4251,5 | 17,15,859,2 | 15,65,670,4 | 9,41,962,1 | 2,2−3,651,9 | −4,9−11,946,6 | −15−23,536 |
| Moyennes : • Temp. maxi et mini °C • Précipitation mm |                |                |               |             |           |             |             |            |             |               |            |

## Population
Les quelque 10 000 habitants de la région, pour la très grande majorité inuits, vivent dans 12 villages le long des côtes. Le plus grand village, Kuujjuaq, est aussi la capitale administrative du Nunavik. Aucune route ne relie ces villages et le transport de marchandises se fait presque exclusivement par avion sauf par quelques navires durant le court été. Les déplacements individuels se font en été par kayak ou à pied et en hiver, la motoneige a généralement remplacé le traîneau à chien.

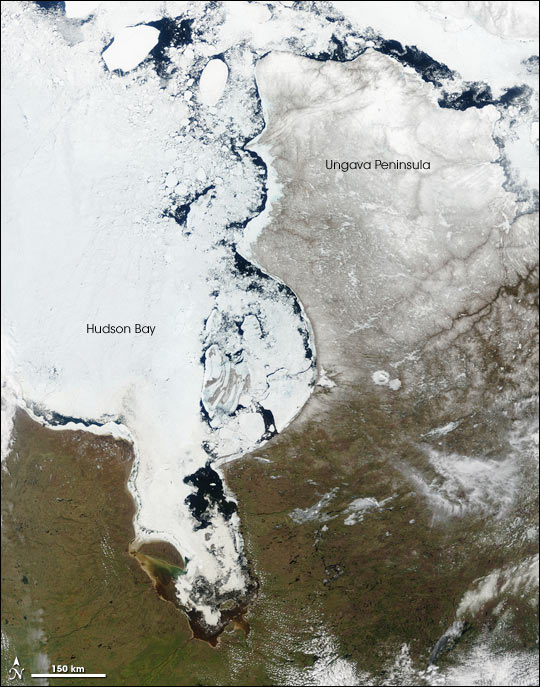
Vue satellite de la péninsule d'Ungava et de la baie d'Hudson.

Villages de la péninsule :
- Akulivik
- Aupaluk
- Inukjuak
- Ivujivik
- Kangiqsujuaq
- Kangirsuk
- Kuujjuaq
- Puvirnituq
- Quaqtaq
- Salluit
- Tasiujaq
- Umiujaq

## Histoire
Les Inuits ont atteint cette région après la fonte de l'inlandsis et ont vécu de la chasse aux phoques principalement. En 1610, l'explorateur anglais Henry Hudson explore la baie d'Hudson et en 1670, le roi Charles II d'Angleterre accorde toutes les contrées baignées par celle-ci à la Compagnie de la Baie d'Hudson sous le nom de Terre de Rupert. La Compagnie a établi plusieurs postes de traite dans la région ce qui mène à une lutte franco-anglaise pour l'Amérique du Nord aux XVIIe et XVIIIe siècles. Le tout ne fut réglé qu'après la confirmation de la propriété de ce territoire à la Grande-Bretagne en 1713 par les traités d'Utrecht. La traite des fourrures était encore pratiquée jusqu'aux années 1960 par les Inuits vivant dans la région et le magasin de la Baie d'Hudson reste toujours au centre de chaque communauté de la péninsule.
En 1868, un an après l’adoption de l’Acte de l’Amérique du Nord britannique qui a donné naissance au « Dominion du Canada », le Parlement Impérial de Londres autorise le gouvernement Impérial à céder la Terre de Rupert au Canada (Acte de la Terre de Rupert, 1868). Par décret du 23 juin 1870, le Conseil Impérial de Londres cède le territoire au Dominion du Canada.
La partie québécoise de cet immense territoire est le district de l'Ungava, dont les limites sont fixés en 1895 lorsque le Parlement canadien divise l'ensemble des Territoires du Nord-Ouest en districts. Il comprend alors le territoire actuel du Nord-du-Québec, dont la péninsule d'Ungava, une partie de l'Abitibi-Témiscamingue comprise dans les bassins versants des rivières de la baie James, une partie de la région de la Côte-Nord dont les eaux coulent vers le Nord et les terres de l'intérieur du Labrador au nord de la rivière Churchill.
En 1898, la partie méridionale du district de l'Ungava, au sud de la rivière Eastmain, qui longe le 52e parallèle, est rattachée à la province de Québec. Quelques années plus tard, en 1912, le Parlement canadien adopte la « Loi de l’extension des frontières de Québec » qui transfère la majeure partie du reste du district de l'Ungava à la province de Québec, prolongeant ainsi son territoire jusqu’au détroit d’Hudson et à la baie d’Ungava. Seules certaines îles du district de l'Ungava ne sont alors pas rattachées au Québec. Faisant écho du décret impérial de 1870, la loi fédérale de 1912 précise « que la province de Québec reconnaîtra les droits des Indiens dans la même mesure, et obtiendra la remise de la cession des territoires de la même manière, que le gouvernement du Canada l’avait fait ailleurs, et ladite province supportera et acquittera toutes les charges et dépenses et rattachant à ces remises ou en résultant. »